# 崎山多美
崎山 多美（さきやま たみ、1954年11月3日 - ）は、日本の小説家。本名・平良邦子。沖縄県西表島生まれ。琉球大学法文学部卒。 

## 来歴
1979年「街の日に」で新沖縄文学賞佳作、1988年「水上往還」で九州芸術祭文学賞受賞、1989年「水上往還」で第101回芥川賞候補、1990年「シマ籠る」で第104回同候補。2017年、『うんじゅが、ナサキ』で第4回鉄犬ヘテロトピア文学賞受賞。 

## 著書
- 『くりかえしがえし』砂子屋書房 1994
- 『南島小景』砂子屋書房 1996
- 『ムイアニ由来記』砂子屋書房 1999
- 『ゆらてぃくゆりてぃく』講談社 2003
- 『コトバの生まれる場所』砂子屋書房 2004
- 『月や、あらん』なんよう文庫 2012
- 『うんじゅが、ナサキ』花書院 2016
- 『クジャ幻視行』花書院 2017
- 『石の声は聴こえるか』花書院　2024

## 参考
- 芥川賞のすべて・のようなもの - ウェイバックマシン（2010年12月12日アーカイブ分）